# Raiamas
A Raiamas  a csontos halak (Osteichthyes) főosztályának sugarasúszójú halak (Actinopterygii)  osztályába, a pontyalakúak (Cypriniformes) rendjébe, a pontyfélék (Cyprinidae) családjába, és az Rasborinae alcsaládjába tartozó nem.

## Rendszerezés
A nemhez az alábbi fajok tartoznak.
- Raiamas bola (Hamilton, 1822)
- Raiamas guttatus (Day, 1870)
- Raiamas senegalensis (Steindachner, 1870)
- Raiamas buchholzi (Peters, 1876)
- Raiamas longirostris (Boulenger, 1902)
- Raiamas ansorgii (Boulenger, 1910)
- Raiamas batesii (Boulenger, 1914)
- Raiamas moorii (Boulenger, 1900)
- Raiamas macrostoma (Boulenger, 1913)
- Raiamas steindachneri (Pellegrin, 1908)
- Raiamas salmolucius (Nichols & Griscom, 1917)
- Raiamas nigeriensis (Daget, 1959)
- Raiamas christyi (Boulenger, 1920)
- Raiamas shariensis (Fowler, 1949)
- Raiamas levequei (Howes & Teugels, 1989)
- Raiamas scarciensis (Howes & Teugels, 1989)
- Raiamas kheeli (Stiassny, Schelly & Schliewen, 2006)